# Крајпуташ Танасију Милићу у Горњем Милановцу
 Крајпуташ Танасију Милићy у Горњем Милановцу  трећи је из групе крајпуташа на уласку у Горњи Милановац из правца Београда, у близини спомен-обележја „тенк” и фабрике посуђа Металац.
Споменик је посвећен је нареднику стајаће војске Танасију Милићу из Велеречи, који је погинуо у Јаворском рату 1876. године.

## Историјат
Место где је крајпуташ подигнут у прошлости је припадало атару села Неваде. Сада је у градској зони Горњег Милановца. Због проширивања Ибарске магистрале 60-их година 20. века, заједно са преостала два крајпуташа, споменик је измештен на имање Милана Радовића из Грабовице.

## Опис споменика
Крајпуташ је исклесан од грабовичког камена. Оштећен је, патиниран и делом прекривен лишајем. На горњем делу одваљен је велики део камена, а покривка стуба временом је изгубљена. Висина стуба износи 160 cm, а ширина страница 40 и 24 cm.
Са предње стране споменика исклесана је фигура подофицира у ставу мирно, опуштених руку, без оружја. Танасије Младеновић приказан је као мушкарац у зрелим годинама. На глави му је војничка шајкача, а на грудима одликовања. На десној бочној страни урезана је официрска сабља са кићанком. На полеђини и бочним странама споменик је украшен декоративним крстовима.

## Епитаф
На полеђини споменика, удубљењу испод декоративног крста, уписан је епитаф:

НЕКА Е ВЕЧ

НИ СПОМЕН

КРАБРОМ
БОРЦУ ТАН
АСИЈУ МИЛ
ИЋ ИЗ ВЕЛ
ЕРЕЧИ НА
РЕДНИКУ СТ
АЈАЋЕ ВОИ
СКЕ КОИ ПО
текст се наставља на ужој, бочној страни споменика:

ГИБЕ З
А СЛА
ВУ И О
ТЕЧЕС
ТВО НА
МРАМ
ОРУ 20
ЈУНА 18
76 Г. СПО
МЕН ДИ
БРАТ. П
АВЛЕ